# Варнава (Беляев)
Епископ Варнава (в миру Николай Никанорович Беляев; 12 (25) мая 1887, село Раменское, Бронницкий уезд, Московская губерния — 6 мая 1963, Киев, УССР) — епископ Русской православной церкви, аскетический писатель, юродивый.

## Биография
Родился в семье слесаря ткацкой фабрики и дочери диакона. Родители, с религиозным благоговением относясь к знаниям, сделали всё, чтобы сын мог получить серьёзное светское образование. Николай Беляев, внук крепостного, поступил после сельского училища в гимназию и окончил её с золотой медалью. Учился в школе села Раменского, затем в Третьей московской гимназии, окончил её в 1908 году с золотой медалью. Окончил Московскую духовную академию (1911—1915).
11 (24) июня 1911 года принял монашество в Зосимовой пустыни. Постриг совершил ректор Московской духовной академии епископ Феодор (Поздеевский). Летом 1911 года — рукоположён во иеродиакона, а в 1913 году — во иеромонаха.

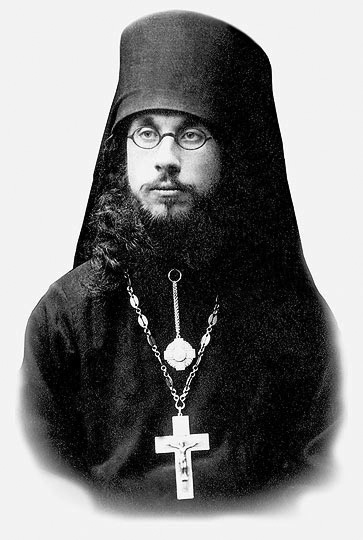
Иеромонах Варнава

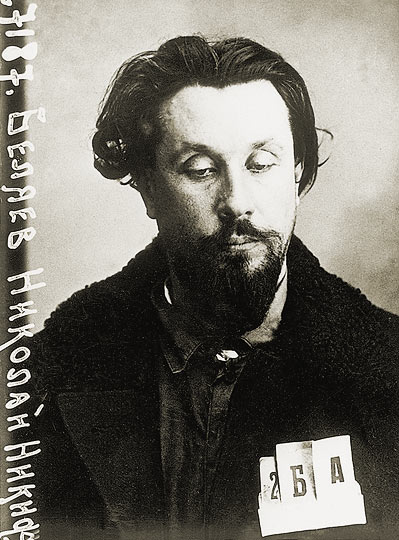
Епископ Варнава (фотография из следственного дела, 1933 год)

Летом 1914 года совершил путешествие на Святую землю и Афон. В 1915 году получил степень кандидата богословия, дипломная работа: «Святой Варсонофий Великий. Его жизнь и учение». Назначен преподавателем гомилетики в Нижегородскую духовную семинарию (1915—1918 годы). Возведён в сан архимандрита. Был настоятелем Старо-Голутвинского монастыря Московской епархии.
Указом Священного синода от 13 февраля 1920 года архимандриту Варнаве было определено быть епископом Васильсурским викарием Нижегородской епархии. 29 февраля 1920 года состоялась его епископская хиротония. В начале августа 1920 года назначен старшим викарием епархии и переведён в Печерский Вознесенский монастырь.
Летом 1922 года вместе с правящим архиереем Нижегородской епархии архиепископом Евдокимом (Мещерским) подписал резолюцию о признании обновленческого Высшего церковного управления. Однако вскоре раскаялся и, объясняя свой поступок малодушием, поехал принести покаяние архиепископу Феодору (Поздеевскому), проживавшему в московском Даниловом монастыре, но не был им принят. В сентябре 1922 года посещал старцев Зосимовой пустыни. Иеросхимонах Алексий (Соловьёв) наложил на него епитимию за переход в обновленчество и благословил Варнаву на подвиг юродства.
После 1927 года принадлежал к числу непоминающих. В 1928 году переехал в Кзыл-Орду, создал там тайный монастырь, начал писать аскетические сочинения. Там в 1928 году закончил своё главное сочинение — «Основы искусства святости (опыт изложения православной аскетики)». В нём епископ Варнава попытался осмыслить знания, полученные в Духовной академии и от самостоятельного чтения аскетической литературы. В своей работе он цитирует святоотеческие сочинения, а собственные рассуждения и комментарии Варнавы касаются в основном явлений светской культуры.

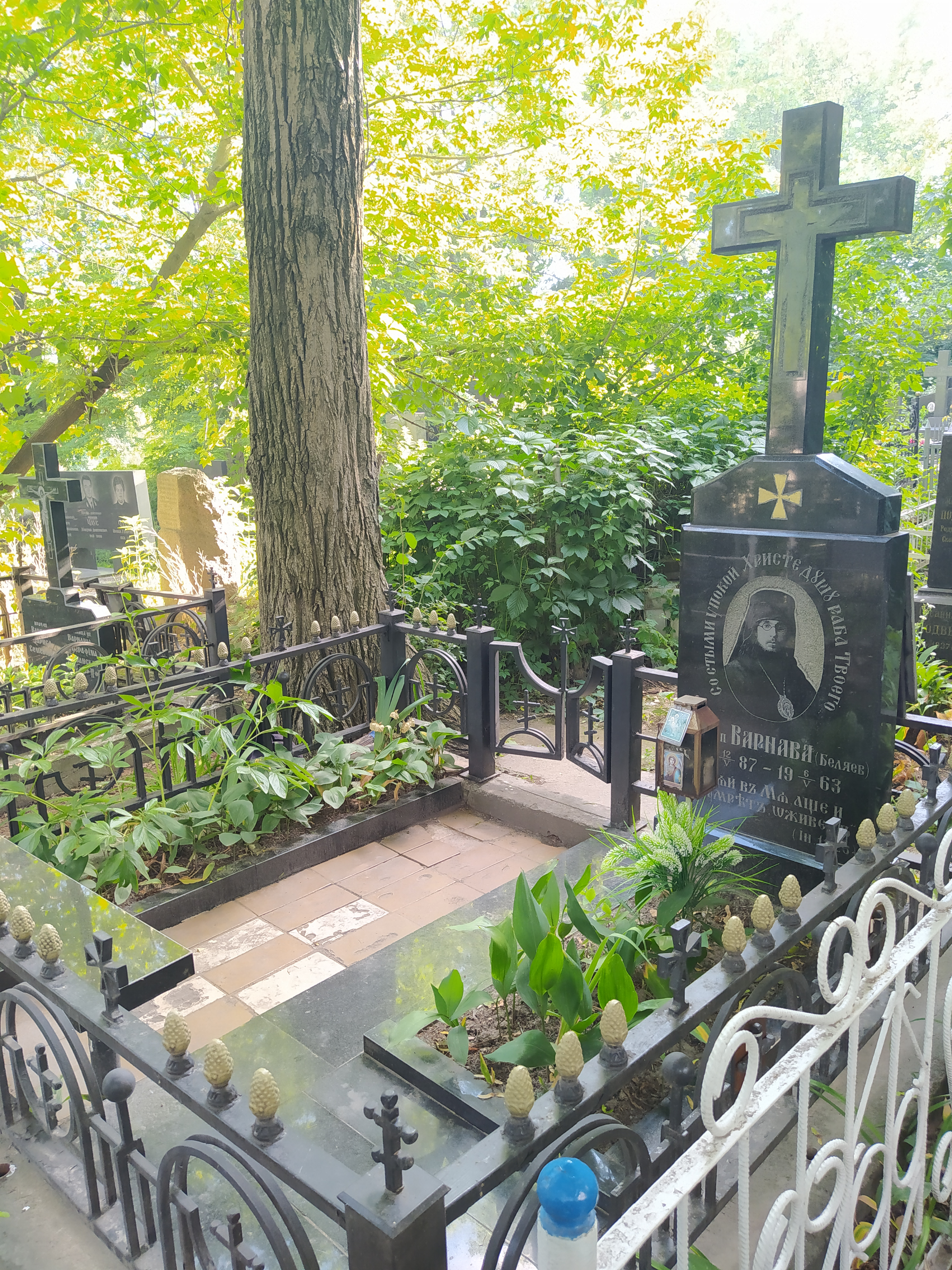
Могила епископа Варнавы на Байковом кладбище

Осенью 1931 года переехал в Москву. 16 марта 1933 года арестован ОГПУ за создание тайного монастыря и «антисоветскую пропаганду» среди молодёжи, содержался в Бутырской тюрьме. 10 мая того же года осуждён особым совещанием при Коллегии ОГПУ по ст. 58-10, 58-11 Уголовного кодекса РСФСР и заключён в исправительно-трудовой лагерь сроком на три года. Наказание отбывал в Ойротской автономной области в селе Топучая. В лагере отказался от работ, был переведён на штрафной паёк. Ни с кем не разговаривал, целыми днями ходил вдоль стен лагеря. Из-за юродства был признан лагерными врачами сумасшедшим и переведён в Мариинские лагеря. Освобождён в 1936 году.
После освобождения жил в Томске, а в 1948 году переехал в Киев, где получил прописку за взятку. В Киеве Варнава вёл тихую, внешне ничем не примечательную жизнь. Для соседей епископ был просто «дядей Колей». Богослужений не совершал за исключением великого освящения воды на Богоявление. В Киеве ходил молиться у местных святынь, присутствовал на богослужениях, не открывая своего сана и не участвуя в таинствах. С октября 1950 года он начал вести записные книжки, в которых крайне резко отзывался об официальной церкви. До последних лет жизни продолжал работать над новыми произведениями.
Скончался 6 мая 1963 года. Похоронен на Байковом кладбище Киева (участок 1С), отпевание совершил священник Алексей Глаголев.

## Сочинения
- Святой Варсонофий Великий. Его жизнь и учение (1915 год). Дипломная работа.
- Основы искусства святости: Опыт изложения православной аскетики (четырёхтомник, 1928 год, )
- Однажды ночью… Повесть о святом Григории, епископе Акрагантийском.
- Преподобная Синклитикия Александрийская. Её жизнь и поучения, или Малая аскетика
- Тернистым путём к небу: Жизнеописание старца Гавриила Седмиезерской Пустыни
- По Волге… к Царству Небесному
- Православие : [сборник] / епископ Варнава. — Коломна : Свято-Троицкий Ново-Голутвин женский монастырь, 1997. — 320 с.
- Голубой корабль
- Сборник статей «Изумруд»
- О промысле Божием
- День святой жизни
- Из виденного и слышанного
- Проповеди (напр.: О том, как проводить время поста)
- «Дядя Коля» против… (1950—1960. Записные книжки епископа Варнавы (Беляева)), издание 2010 года
- Тайна блудницы (роман)
- Невеста (неоконченный роман)